# Sabine Mangold-Will

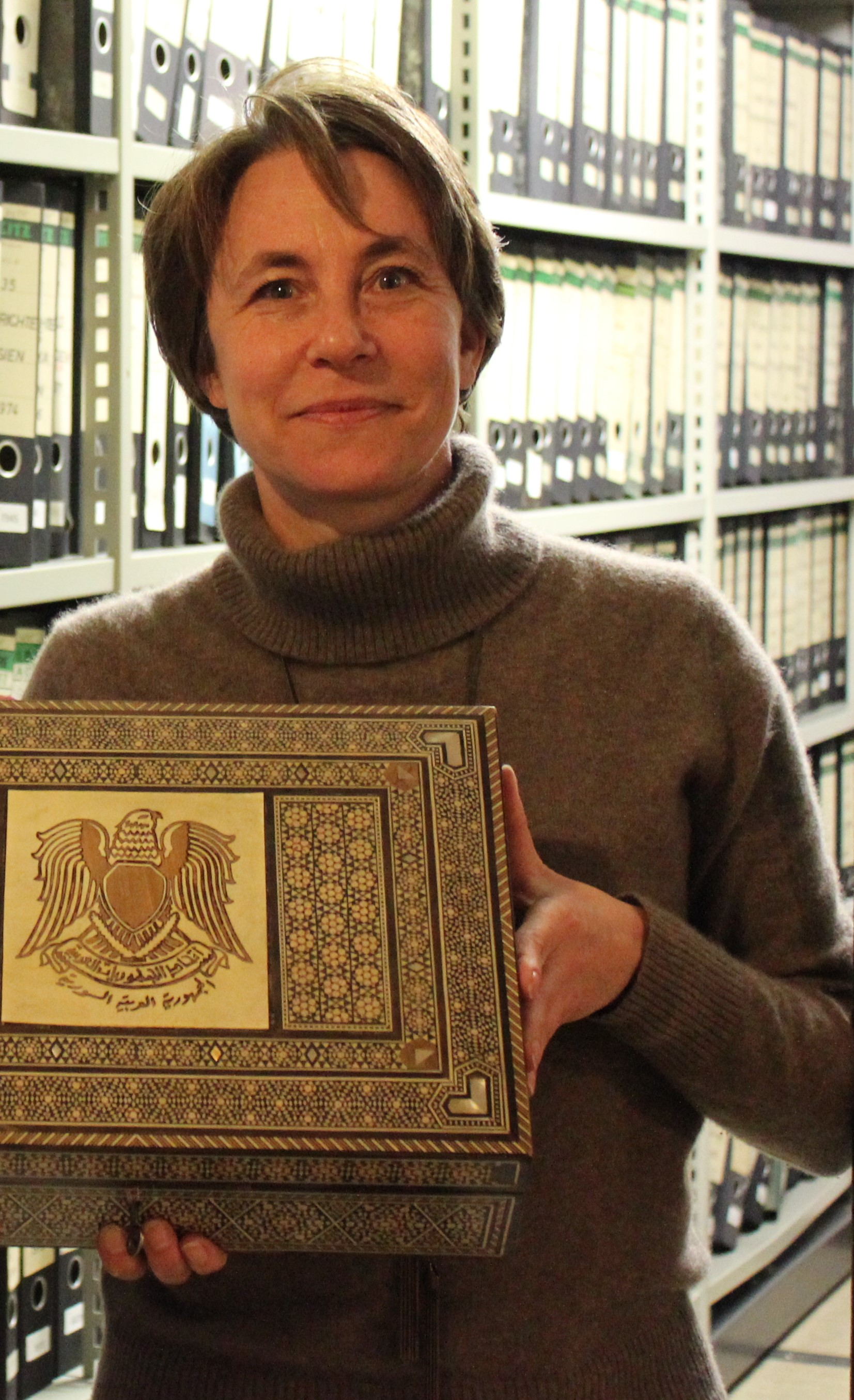
Sabine Mangold-Will im Archiv des Liberalismus, 2018

Sabine Mangold-Will (* 28. Januar 1972 in Saarbrücken) ist eine deutsche Historikerin und Hochschullehrerin.

## Leben
Nach einem Studium der Geschichtswissenschaft, Politikwissenschaft und Islamwissenschaft an der Universität des Saarlandes sowie einem Studienaufenthalt in Damaskus/Syrien, erfolgte die Promotion von Sabine Mangold-Will bei Elisabeth Fehrenbach mit einem Stipendium der Landesgraduiertenförderung des Saarlandes und als wissenschaftliche Mitarbeiterin am Lehrstuhl für Neuere und Neueste Geschichte der Universität des Saarlandes. Von 2003 bis 2009 war sie Wissenschaftliche Assistentin am Lehrstuhl für Neuere Geschichte/Jean-Monnet-Lehrstuhl für Europäische Integration an der Bergischen Universität Wuppertal bei Franz Knipping. Von 2010 bis 2016 war sie Juniorprofessorin für Neuere und Neueste Geschichte mit dem Schwerpunkt Wissenschaftsgeschichte und Internationale Beziehungen an der Bergischen Universität Wuppertal. 2010 schloss sie ihre Habilitation ab und erhielt die Venia legendi für das Fach Neuere und Neueste Geschichte. 2010/11 nahm sie eine Professurvertretung für Neuere und Neueste Geschichte/Westeuropa an der Universität Duisburg-Essen wahr. 2015 war sie Senior Fellow der Mandel School for Advanced Studies in the Humanities und Visiting Professor am Franz Rosenzweig Minerva Research Center for German-Jewish Literature and Cultural History der Hebrew University of Jerusalem. 2016 war sie Professeure invitée an der École normale supérieure (ENS), Paris, im Rahmen des Labex TransferS. Von 2016 bis 2020 war sie Akademische Oberrätin an der Universität zu Köln am Lehrstuhl für Neuere und Neueste Geschichte bei Ute Planert. Von 2021 bis 2024 war sie Bearbeiterin des von der DFG geförderten Projektes einer Tagebuchedition von Alfred Haehner bei der Historischen Kommission der Bayerischen Akademie der Wissenschaften. Seit 2024 ist sie Mitarbeiterin der Otto-von-Bismarck-Stiftung.
Mangold-Wills Forschungsgebiete sind die Wissenschafts- und Transfergeschichte mit dem Schwerpunkt Europa-Nahost-Beziehungen, die Weimarer Republik transnational, die Geschichte der Orientwissenschaften und Orientrezeption, die deutsch-türkischen Beziehungen und der jüdische Orientalismus.

## Schriften (Auswahl)

### Monographien
- Eine „weltbürgerliche Wissenschaft“ – Die deutsche Orientalistik im 19. Jahrhundert (= Pallas Athene, Bd. 11), Steiner, Stuttgart 2004, ISBN 3-515-08515-7.
- Begrenzte Freundschaft. Deutschland und die Türkei 1918–1933 (= Moderne Europäische Geschichte, Bd. 5), Wallstein, Göttingen 2013, ISBN 978-3-8353-1351-4.[2]

### Sammelbände
- Europa und die Wissenschaft. Große Forscherpersönlichkeiten und ihr Werk (= Europäische und internationale Studien, Bd. 5), Wissenschaftlicher Verlag Trier, Trier 2007 (hrsg. gemeinsam mit Franz Knipping und Gerrit Walther), ISBN 978-3-88476-905-8.
- Wilhelm II. – Archäologie und Politik um 1900, Steiner, Stuttgart 2017 (hrsg. gemeinsam mit Thorsten Beigel), ISBN 978-3-515-11557-5.[3]